# Молочная пенка

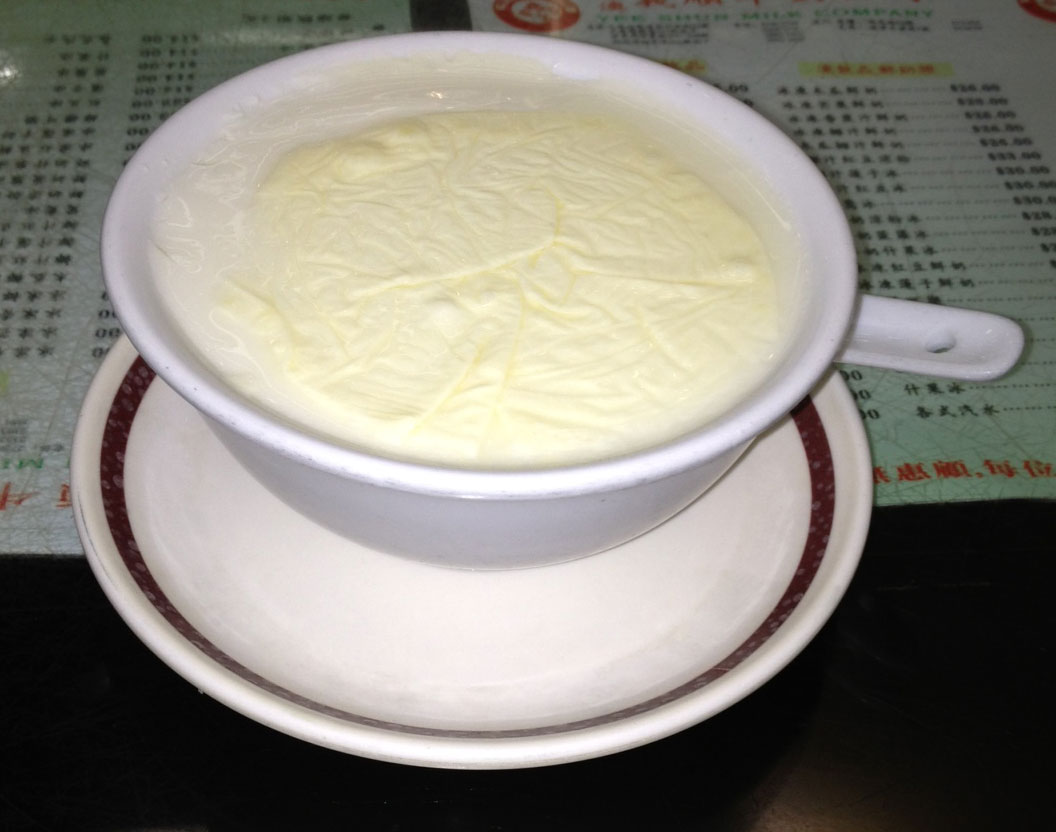
Блюдо кантонской кухни сёнпхэйнай: заварной крем с дополнительным слоем молочной пенки

Моло́чная пе́нка — липкая белковая плёнка, которая образуется на поверхности цельного молока, сливок и молокосодержащих продуктов, таких как какао и молочные супы. Молочная пенка образуется при обычном нагреве или кипячении молока, также и при нагреве в микроволновой печи.
Образование пенки обусловлено денатурацией белков молочной сыворотки лактальбуминов и β-лактоглобулина. При нагревании или кипячении молока растворимые молочные белки денатурируют и затем коагулируют с молочным жиром. Образовавшаяся на поверхности жидкости плёнка, содержащая, помимо денатурированного белка, свободный казеин, жир и другие вещества, высыхает в результате испарения воды. Нет необходимости удалять пенку с поверхности напитка, её можно употреблять в пищу, так как денатурация не влияет на питательную ценность белков. Часто образование пенки является желательным, так как молочная пенка применяется при приготовлении различных блюд.
Из пенок в центральной Азии готовят особый сорт топлёного масла. Пенки, повседневно образующиеся при приготовлении молока и молочных блюд, снимают и высушивают или собирают в специальном сосуде, а когда их накопится достаточно, прокисшие или высушенные пенки кипятят, чтобы вытопить масло. Классический русский десерт гурьевская каша представляет собой слои манной каши с орехами, фруктами и мёдом, разделённые подрумяненными молочными пенками, снятыми при нагревании молока в печи или духовке (топлении). Из пенок со сливками готовится каймак в балканской и турецкой кухнях. В монгольской, бурятской, тувинской, калмыцкой кухне пенки употребляют в качестве десерта. Для этого молоко кипятят 20-30 минут и затем остужают в течение 12 часов. Образовавшийся слой пенок со сливками толщиной 1,5—2 см осторожно снимают и, в зависимости от региона и сезона, сушат или замораживают, перед подачей нарезают кусочками. В Тыве молоко при кипячении переливают особым образом, чтобы пенка была пышной и толстой, затем повторно подогревают молоко, следя, чтобы пенка не разошлась. Другой рецепт включает слегка подсушенные молочные пенки, уложенные слоями и смазанные мёдом, для такого блюда пенки собирают несколько дней. Подобные блюда с молочными пенками есть и в кухнях других регионов.